# Associatie van wintergroen en kruipwilg
De associatie van wintergroen en kruipwilg (Pyrolo-Hippophaetum) is een associatie uit het kruipwilg-verbond (Salicion arenariae). Het is een plantengemeenschap met een een- of tweelagige begroeiing bestaande uit kruiden en wilgenstruweel en is rijk aan schimmels. De belangrijkste kensoorten zijn klein wintergroen (Pyrola minor) en rond wintergroen (Pyrola rotundifolia).

## Naamgeving en codering
| Pyrolo-Salicetum (Meltz. 1941) Westh. sensu Westh. & Den Held 1969 |

- Syntaxoncode voor Nederland (rVvN): r38Aa2
- BWK-karteringscode: sd

## Fysiognomie
De boomlaag is bijna volledig afwezig. De struiklaag is goed vertegenwoordigd, onder de vorm van struiken zoals de kruipwilg (Salix repens). De kruidlaag bestaat voornamelijk uit kruiden al dan niet bloemrijk. In de kruidlaag bevinden zich vaak paddenstoelen vanwege de vochtige bodem.

## Ecologie
De associatie komt voornamelijk voor in ontkalkte duinen waar de bodem vochtig is in valleien en op de grens tussen kwelders en duinheide. De plantengemeenschap komt voor op plaatsen waar mor ligt.

## Verspreiding
Het verspreidingsgebied van de associatie van wintergroen en kruipwilg omvat de Duitse, Nederlandse en Deense kust. De associatie komt voornamelijk voor in het Waddendistrict.

## Diagnostische taxa voor Nederland en Vlaanderen
De meeste soorten komen voor in struwelen of op graslanden waardoor de boomlaag geen soorten bevat. De associatie heeft in Nederland en Vlaanderen als belangrijkste soorten. De soorten hebben een presentie van 20 of hoger.
Struiklaag
| Kensoort | Diff.soort | Triviale naam | Botanische naam   | Opmerking |
| -------- | ---------- | ------------- | ----------------- | --------- |
| kA       |            | kruipwilg     | Salix repens      |           |
| kK       |            | kraaihei      | Empetrum nigrum   |           |
|          |            | gewone dophei | Erica tetralix    |           |
|          |            | struikhei     | Calluna vulgaris  |           |
|          |            | stekelbrem    | Genista anglica   |           |
| Ka       |            | verfbrem      | Genista tinctoria |           |

Kruidlaag
| Kentaxon | Diff.soort | Triviale naam     | Botanische naam       | Opmerking |
| -------- | ---------- | ----------------- | --------------------- | --------- |
| kK       |            | zandzegge         | Carex arenaria        |           |
|          |            | drienervige zegge | Carex trinervis       |           |
|          |            | tormentil         | Potentilla erecta     |           |
|          |            | fijn schapengras  | Festuca filiformis    |           |
|          |            | tandjesgras       | Danthonia decumbens   |           |
|          |            | gewone rolklaver  | Lotus corniculatus    |           |
|          |            | gewoon reukgras   | Anthoxanthum odoratum |           |

Moslaag
| Kentaxon | Diff.soort | Triviale naam        | Botanische naam          | Opmerking |
| -------- | ---------- | -------------------- | ------------------------ | --------- |
|          |            | heideklauwtjesmos    | Hypnum jutlandicum       |           |
|          |            | gewoon gaffeltandmos | Dicranum scoparium       |           |
|          |            | groot laddermos      | Pseudoscleropodium purum |           |
|          |            | gewoon kantmos       | Lophocolea bidentata     |           |
|          |            | gewoon schorsmos     | Hypogymnia physodes      |           |